# Liste der Monuments historiques in Saint-Aubin-le-Monial
Die Liste der Monuments historiques in Saint-Aubin-le-Monial führt die Monuments historiques in der französischen Gemeinde Saint-Aubin-le-Monial auf.

## Liste der Bauwerke
| Bezeichnung                       | Beschreibung              | Standort                | Kennzeichnung | Schutzstatus | Datum | Bild |
| --------------------------------- | ------------------------- | ----------------------- | ------------- | ------------ | ----- | ---- |
| Reste der Kirche St-Jean-Baptiste | Erbaut im 13. Jahrhundert | Bessay-le-Monial (Lage) | PA00093261    | Inscrit      | 1973  |      |

## Liste der Objekte
| Bezeichnung      | Beschreibung           | Standort                        | Kennzeichnung | Schutzstatus | Datum | Bild |
| ---------------- | ---------------------- | ------------------------------- | ------------- | ------------ | ----- | ---- |
| Weihwasserbecken | Stein, 12. Jahrhundert | in der Kirche St-Barnabé (Lage) | PM03000433    | Classé       | 1924  |      |
| Zwei Kapitelle   | Stein, romanisch       | in der Kirche St-Barnabé (Lage) | PM03000432    | Classé       | 1924  |      |